# Diane au bain
Ne doit pas être confondu avec Le Bain de Diane.
Diane au bain est un tableau réalisé en 1715-1716 par le peintre français Antoine Watteau. De format horizontal, cette huile sur toile est une peinture mythologique qui représente la déesse Diane pendant son bain. La jeune femme y figure assise nue au bord d'un point d'eau au-dessus duquel elle essuie son pied gauche tout en se retournant vers son carquois, posé à côté d'elle. Achetée en 1977, l'œuvre est conservée au musée du Louvre, à Paris.